# Lipănești (gmina)
Lipănești – gmina w Rumunii, w okręgu Prahova. Obejmuje miejscowości Lipănești, Satu Nou, Șipotu i Zamfira. W 2011 roku liczyła 5308 mieszkańców.